# 云集街道
云集街道，是中华人民共和国湖北省宜昌市西陵区下辖的一个乡镇级行政单位。

## 行政区划
云集街道下辖以下地区：
山庄路社区、二马路社区、红星路社区、果园路社区、小林园社区、康庄路社区、夷陵路社区、广场路社区、体育场路社区、白龙井社区、赵家湾社区和七一零社区。